# Silent Poets
Silent Poets è un progetto musicale giapponese di musica elettronica fondato da Michiharu Shimoda. Fino al 1999, il progetto è stato un duo composto da Shimoda e da Takahiro Haruno.

## Storia
Il progetto Silent Poets è nato nel 1991 ad opera di Michiharu Shimoda, un disc jockey e produttore discografico di Tokyo, insieme a Takahiro Haruno. Il duo ha debuttato nel 1992 con l'album Potential Meeting, pubblicato con l'etichetta Toy's Factory. Dopo la pubblicazione del loro quinto album To Come..., nel 1999, Haruno ha abbandonato il progetto, rendendo Shimoda il solo membro del gruppo.
Nel 2017 Shimoda partecipa in due occasioni al Fuji Rock Festival.
Nel 2019 il brano Asylums for the Feeling dell'album Dawn è stato inserito come traccia della colonna sonora del videogioco Death Stranding, sviluppato da Kojima Productions.

## Discografia

### Album in studio
- 1993 – Potential Meeting
- 1994 – Words and Silence
- 1995 – Drawing
- 1996 – Firm Roots
- 1997 – For Nothing
- 1999 – To Come...
- 2005 – Sun
- 2013 – Another Trip from Sun
- 2018 – Dawn
- 2025 – HOPE

### Raccolte
- 2002 – Once In A Lifetime Opportunity - Best Of Silent Poets Rare And Classics 92-02